# 卫库凤尾藓
卫库凤尾藓（学名：Fissidens wichurae）为凤尾藓科凤尾藓属下的一个种。

## 扩展阅读
- 維基物種上的相關：卫库凤尾藓